# Castillo de Pavone Canavese
El Castillo de Pavone Canavese (Castello di Pavone Canavese en italiano) es un antiguo castillo situado en el pueblo piamontés de Pavone Canavese en el norte de Italia.

## Historia
El castillo fue construido por primera vez entre el siglo IX y el siglo XI.
En el 1888 comenzó la restauración del castillo, dirigida por el arquitecto Alfredo d'Andrade y sucesivamente finalizada por su hijo Ruy d'Andrade.
El castillo fue declarado monumento nacional en el 1981.